# Bibala
Bibala è una municipalità dell'Angola appartenente alla provincia di Namibe. Ha 57.401 abitanti (stima del 2006) ed una superficie di 7.612 km².
Il capoluogo è Bibala.